# Confederació Espanyola de Fotografia
La Confederació Espanyola de Fotografia (CEF) és una entitat que agrupa afeccionats i professionals de la fotografia a l’estat espanyol. La seva activitat principal se centra en la promoció i difusió de la fotografia artística, així com en el reconeixement de trajectòries destacades dins d’aquest àmbit. Un dels esdeveniments més rellevants de la CEF és el seu Congrés Anual, que reuneix membres del col·lectiu fotogràfic de tot el territori estatal.
En el marc d’aquest congrés, es lliuren diversos guardons que premien l’excel·lència en diferents vessants de la fotografia,
- Premi Nacional de Fotografia
- Premi Nacional de Fotorreportatge
- Premi Nacional de Fotografia de Natura
- Millor entitat fotogràfica
- Millor mecenes
- Millor mitjà de difusió
- Millor llibre de fotografia
- Beca Jove (des de 2024, amb el patrocini de la Fundació ASISA).[2][3]